# Diphysa
Diphysa là một chi thực vật có hoa thuộc họ Fabaceae, phân họ Faboideae.